# 沙虎鯊
沙虎鯊（學名：Carcharias taurus），又名戟齒砂鮫或戟齒錐齒鯊、歐氏錐齒鯊、沙锥齿鲨，是一種生活在海岸海域的大型鯊魚。沙虎鯊的外表兇猛，有強勁的游泳能力，不過牠卻保持沉靜及游动较缓慢。除非受到挑釁，否則牠並不帶有攻擊性。

## 棲息地及分佈
沙虎鯊一般生活在其群居的一公里範圍內，保持在較接近海床的地方。沙虎鯊現正分佈在大西洋、印度洋及太平洋不同的地方。

## 解剖及外觀

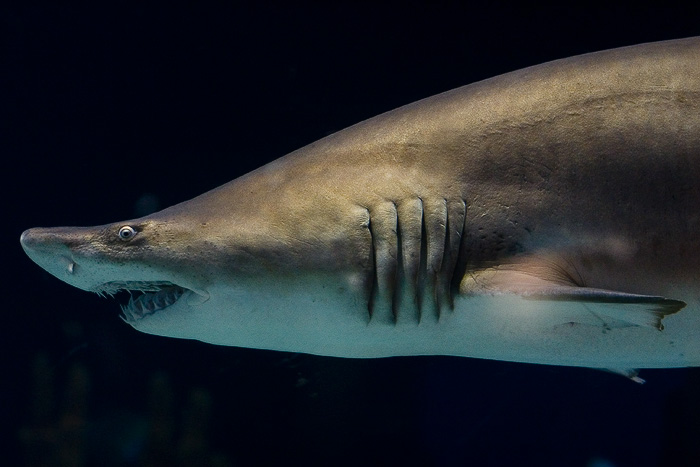
白化沙虎鲨，大约3米长

沙虎鯊的身體敦實，具有腮裂，有兩條大的背鰭，尾巴很長及有長的頂部。牠有尾前小窩，但沒有尾巴龍骨。牠的身体纺锤形，有黄锈色斑点或条纹，头扁平，圆锥形的牙齿尖锐並突出咀外。牠們一般長3.2米。雄性沙虎鯊長約2.1米時達至性成熟，而雌性則要2.2米長。
沙虎鯊的背部一般都呈灰色，腹部呈白色。於2007年8月，在澳洲的西南岩地就發現了一頭白化的沙虎鯊。

## 飲食
沙虎鯊的食物主要有硬骨魚（包括大海鱸）、其他鯊魚及魟魚、魷魚、蟹及龍蝦

## 行為
沙虎鯊一般都會在海岸區域，水深60至190米處聚集，更深的地方亦有發現牠們的蹤跡。牠們在白日會躲在洞穴中，於夜間出外獵食。日間牠們表現得很懶洋洋，而夜間則很活躍。沙虎鯊是唯一一種會吞下及儲存空氣於胃部的鯊魚，以控制其浮潛。

## 生殖
沙虎鯊是卵胎生的，即母親會懷有從卵中孵化的幼鯊。雌性有兩個子宮。在子宮中的幼鯊會互相捕食，所以每次約6至9個月的妊娠期都只會有2至4頭幼鯊出生，出生後的幼鯊已有優越的獵食本能。這個過程稱為子宮內同類相食，使牠們在接近滅絕的情況下仍很難大幅增加數目。故此有科學家計劃替沙虎鯊進行人工受孕及孵化幼鯊，以增加牠們的數目。另一項計劃則是從子宮中取出幼鯊的胚胎，以避免同類相食，並進行人工妊娠。

## 保育
沙虎鯊的數量在近幾十年急速的減少，尤其在1960及1970年代。經過達20年的保育後，其數目仍然在減少，在東澳洲就只餘400至500頭沙虎鯊。不過有些科學家就認為計算沙虎鯊數量的方法有所限制，有指自1984年起，沙虎鯊的數目已經回升至1000、2000或6000頭不等。
每年有超過一百萬頭鯊魚被殺，包括因海上撈網、副漁獲、復仇、防鯊網、商業及消閒活動、浮潛打魚等而被殺。但有指由於沙虎鯊是受保護的物種，浮潛打魚等應該對其沒有影響。主要原因是副漁獲及商業活動。加上沙虎鯊的遲熟及低生殖率，使問題更為惡化。防鯊網亦不幸地造成過百頭沙虎鯊的死亡。另一種危害是來自沙虎鯊的鰭，在被捕獲後，牠們往往被割去魚鰭作為魚翅，然後放回海裡，任其自滅。這種方法在很多國家都是被禁止的。

## 註腳
1. ↑  Peter Cooper. . the Florida Museum of National History.   [2007-11-23]. （原始内容存档于2013-03-13）.
2. ↑  . The Daily telegraph. Australia. 2007-08-08  [2007-11-23]. （原始内容存档于2013-03-13）.
3. 1 2  Environment Australia. . June 2002  [2007-11-23]. ISBN 978-0-642-54788-0. （原始内容存档于2007-01-29）.
4. ↑  Scientists to breed test-tube sharks （页面存档备份，存于）, CNN.
5. ↑  Sibling sharks turn predator in the grey nursery （页面存档备份，存于）, Sydney Morning Herald.
6. 1 2  Pollard, D. A. and Smith, M.P.L. . Evironmental Biology of Fishes. 1999, 56: 365.
7. ↑  Otway, N.M., Bradshaw, C.J.A. and Harcourt, R.G. . Biological Conservation. 2003, 119: 341–350.
8. ↑  Clarke, S. C., McAllister, A.K., Milner-Gulland, E.J, Kirkwood, G.P., Michielsens, C.G.J., Agnew, D.J., Pikitch, E.K. Nakano, H. and Shivji, M.S. . Ecology Letters. 2006, 9 (10): 1115–1126.
9. ↑  Krogh, M. and Reid, D. . Biological Conservation. 1996, 77: 219–226.

## 外部連結
- Grey nurse shark in Byron Bay - one of the worlds known congregation areas for Grey Nurse sharks （页面存档备份，存于）
- The tangled taxonomic history of the sand tiger shark （页面存档备份，存于）
- Sand tiger shark entry at the Florida Museum of Natural History（页面存档备份，存于）
- School of sharks and a diver
- "Warnings on Shark numbers dont add up" （页面存档备份，存于）
- "Sydney's Grey Nurse Sharks" （页面存档备份，存于）
- 锥齿鲨介绍和图片